# Aerolineas Estelar
Aerolíneas Estelar (precedentemente Estelar Latinoamérica C.A.) è una compagnia aerea venezuelana con sede a Caracas che opera voli dal suo hub principale aeroporto Internazionale Simón Bolívar.

## Storia
La compagnia aerea è stata fondata l'8 marzo 2008. I suoi primi voli sono stati da e per Porlamar e in pochi mesi ha avviato una rotta da e per Maracaibo. Operava solo voli charter, fino a quando non è riuscita a consolidarsi negli anni e a operare voli di linea.
Il 6 novembre 2017, la compagnia aerea cilena Latin American Wings ha risolto il contratto con Estelar per mancato pagamento, che ha causato il blocco dei passeggeri per tre giorni all'aeroporto sulla rotta verso Santiago del Cile.
Nel dicembre 2017, Estelar Latinoamerica ha annunciato la sua prima rotta intercontinentale da Caracas a Madrid, in Spagna. Pertanto, ha ampliato la sua flotta con un Airbus A340-300 in leasing da Hi Fly Malta. La rotta verso Madrid è stata operata con frequenza trisettimanale, in sostituzione della vecchia rotta operata dalla compagnia di bandiera Conviasa. Anche Buenos Aires era stata aggiunta alle destinazioni.
Successivamente, la compagnia aerea ha noleggiato un Airbus A380-800 da Hi Fly Malta perché l'A340 che stava noleggiando necessitava di riparazioni, rendendo Estelar la prima compagnia aerea americana nella storia a operare con questo tipo di aeromobile.

## Destinazioni
Al 2022, Aerolineas Estelar opera voli di linea tra Panama e Venezuela.

## Flotta

### Flotta attuale

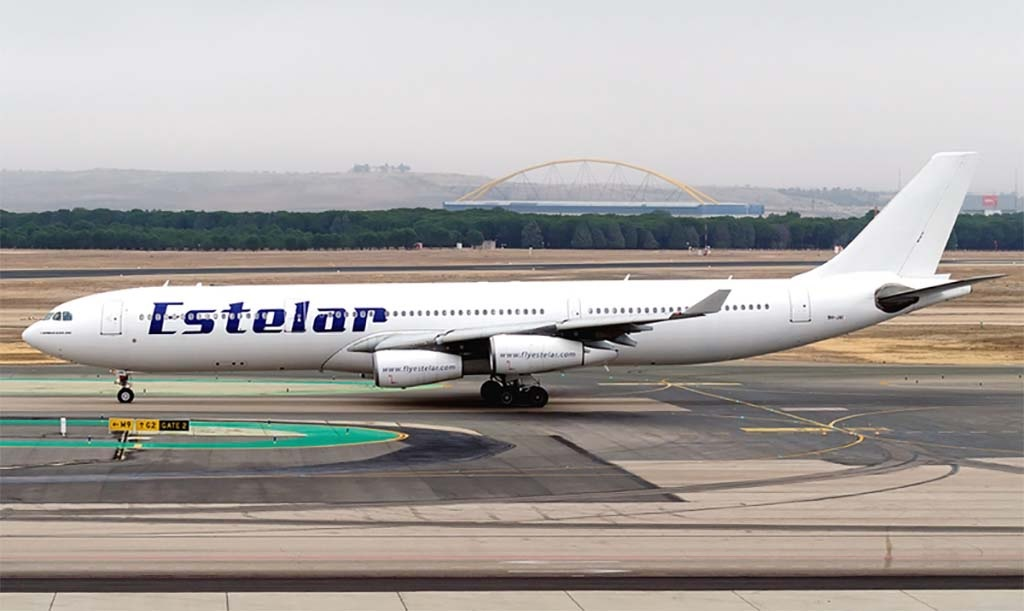
L'ex Airbus A340-300.

A gennaio 2024 la flotta di Aerolineas Estelar è così composta:

### Flotta storica

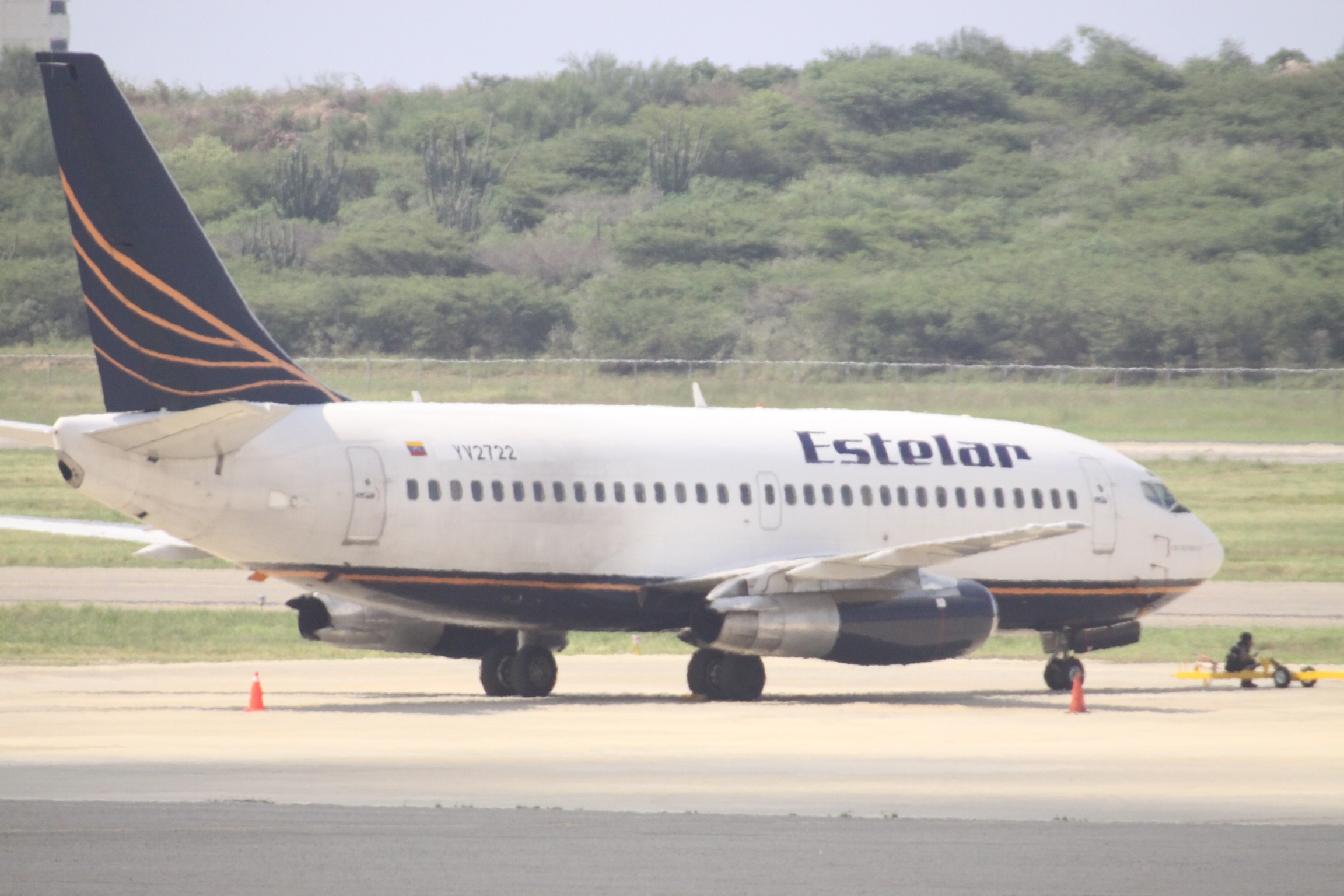
Uno degli ex Boeing 737-200.

Aerolineas Estelar operava in precedenza con i seguenti aeromobili: